# Luben Berow
Luben Borisow Berow, bułg. Любен Борисов Беров (ur. 6 października 1925 w Sofii, zm. 7 grudnia 2006 tamże) – bułgarski ekonomista, nauczyciel akademicki i polityk, profesor, w latach 1992–1994 premier Bułgarii, do 1993 również minister spraw zagranicznych w tym gabinecie.

## Życiorys
W 1949 ukończył studia ekonomiczne na Uniwersytecie Sofijskim im. św. Klemensa z Ochrydy. Od 1950 do 1985 był zawodowo związany z wyższym instytutem ekonomicznym WII „Karl Marks”, przekształconym później w Uniwersytet Gospodarki Narodowej i Światowej. Początkowo pracował jako asystent, następnie jako docent, a od 1971 zajmował stanowisko profesora. W 1976 uzyskał doktorat z nauk ekonomicznych. Pełnił funkcję kierownika katedry, prodziekana i dziekana na swojej uczelni. Od 1985 był profesorem w członek Bułgarskiej Akademii Nauk. Opublikował około 200 prac naukowych z zakresu historii gospodarczej Bułgarii i Bałkanów.
W latach 1990–1992 był doradcą ekonomicznym prezydenta Żelu Żelewa. Po ustąpieniu gabinetu Filipa Dimitrowa, w następstwie przegłosowanego przez parlament wotum nieufności, 30 grudnia 1992 prezydent mianował Lubena Berowa na stanowisko premiera. Urząd ten sprawował do 17 października 1994. Do 23 czerwca 1993 jednocześnie pełnił funkcję ministra spraw zagranicznych w swoim gabinecie. Jako premier pozostawał bezpartyjny, jego kandydaturę wystawił Ruch na rzecz Praw i Wolności, a wsparła postkomunistyczna Bułgarska Partia Socjalistyczna.
Opozycyjny Związek Sił Demokratycznych wielokrotnie zarzucał premierowi próby przywrócenia systemu socjalistycznego, krytykę opozycji wzbudziły ponowne zatrudnianie urzędników z ekipy Todora Żiwkowa w mediach publicznych i resortach, akceptacja dla stacjonowania wojsk radzieckich w Sofii, wstrzymanie reform gospodarczych zainicjowanych przez Iwana Kostowa, a także ustawa zapewniająca sędziom z czasów reżimu komunistycznego czteroletnią gwarancję pracy i nietykalności. Jawne okazywanie sympatii do obalonego reżimu spowodowało wzrost niezadowolenia społecznego dla rządu, ale również dla prezydenta, wspierającego premiera, chociaż wywodzącego się z obozu antykomunistycznego. Doprowadziło to do konfliktu Żelu Żelewa z jego macierzystą partią oraz z wiceprezydent Błagą Dimitrową, która w 1993 podała się do dymisji. W kraju szerzyła się również zorganizowana przestępczość. Od 1993 w Bułgarii zaczęło dochodzić do protestów przeciwko ubóstwu i korupcji, po czym nastąpił strajk generalny górników, sprzeciwiających się zamykaniu kopalń. W kraju nasilały się również problemy ekonomiczne, wynikające m.in. z embarga, jakie Unia Europejska nałożyła na Jugosławię, będącą jednym z głównych partnerów handlowych Bułgarii. Zła sytuacja gospodarcza, w tym wysoki deficyt budżetowy, spowolnienie reform i nieudana prywatyzacja, zaniepokoiły przedstawicieli Międzynarodowego Funduszu Walutowego. Ostatecznie gabinetowi Lubena Berowa udało się uzyskać pomoc finansową z MFW, a także redukcję o 50% zadłużenia zagranicznego. Rząd nie posiadał większości w Zgromadzeniu Narodowym, w 1994 doszły do tego problemy zdrowotne premiera, który w marcu musiał poddać się poważnej operacji serca. Ostatecznie Luben Berow złożył dymisję 2 września 1994.
Od 1995 do 1997 był członkiem, a od 1997 przewodniczącym rady dyrektorów przedsiębiorstwa „Selskostopanska kreditna centrała”. Ponadto pełnił funkcję przedstawiciela rady plenarnej Bułgarsko-Rosyjskiego Banku Inwestycyjnego (od 1996) oraz przedstawiciela rady dyrektorów spółki akcyjnej „Agroprodukt B” (od 1998).
Luben Berow był żonaty, miał syna i córkę.